# Сейшельская райская мухоловка
Сейшельская райская мухоловка (лат. Terpsiphone corvina) — редкая птица семейства монархов. Эндемик Сейшельских островов.

## Описание
Между самцом и самкой существует выраженный половой диморфизм. Самцы достигают длины 20 см, оба средних пера хвоста добавляют к этому ещё от 22 до 31 см. Оперение блестяще сине-чёрное. Хвост чёрный. Коричневые радужины окружены голубым глазным кольцом. Клюв голубой. Ноги серо-синие. Самки длиной от 17 до 20 см, у них отсутствуют удлинённые перья хвоста. Голова чёрная. Спина, крылья и хвост каштановые. Полоса на горле и затылке, а также нижняя сторона кремово-белые. Окологлазное кольцо и клюв голубые. Клюв черноват со светлой нижней стороной. Ноги черноватые. Оперение молодых птиц похоже на оперение самок, однако, менее яркое и более коричневатое.

## Распространение
Жизненное пространство сейшельской райской мухоловки — это низменные лиственные леса на острове Ла-Диг вблизи маршей, где преобладают индийский миндаль и Calophyllum inophyllum. Она населяет лесные ярусы на высоте от 2 до 17 м над землей.

## Питание
Сейшельская райская мухоловка ищет пищу между деревьями. Её питание состоит на 90 % из насекомых и 10 % из пауков, которых она склёвывает либо с поверхности листьев, либо хватает в полёте.

## Размножение
Во время муссона в сентябре самцы ведут сильные воздушные бои за границы своих участков, при этом демонстрируются, прежде всего, длинные перья хвоста. Сейшельская райская мухоловка гнездится круглый год. Тем не менее, пик размножения приходится на период дождливых месяцев между ноябрём и апрелем. Маленькое гнездо в форме чашки сплетается на вершине свисающих ветвей деревьев. Оба пола сооружают гнездо из веток и волокон, скрепляя его стенки паутиной. Самка откладывает одно белёсое с коричневатыми красными пятнами яйцо. Период инкубации составляет 17 дней. Через 14—15 дней птенцы становятся самостоятельными. Затем ещё в течение следующих 2-х месяцев родители кормят их.

## Охрана
Сейшельская райская мухоловка была открыта в 1860 году на о. Праслен. Здесь она обитала вплоть до 1945—1950 годов. На о. Кюрьёз она была обнаружена в 1906 году, а в 1936 год на о. Фелисите. В 1970 году насчитывалось 50 особей на Ла-Диг. В 1977—1978 — от 70 до 80 особей. В 1981 году была создана охранная территория La Digue Veuve Special Reserve. В 1988 году насчитывалось от 90 до 100 особей. В 1995 году популяция увеличилась со 150 до 200 особей. При подсчёте в 2000 году было подтверждено наличие от 104 до 139 пар. В 2002 году был создан следующий резерват площадью 21 га. С 1999 года начиналась программа по устранению с островов Кюрьёз, Денис и Фрегат крыс и кошек. В 2005 году первые экземпляры птиц были завезены на о. Денис, где в 2009 году появилось первое успешное потомство за последние 60 лет.
Уничтожение жизненного пространства считается основной угрозой. Выкорчёвывание сократило популяцию деревьев рода Calophyllum. Другими причинами сокращения популяции птиц являются туризм, строительство частных домов, преследование крыс и кошек, а также гнездовой паразитизм толстоклювого восточного бюльбюля (Hypsipetes crassirostris).

## Рисунки

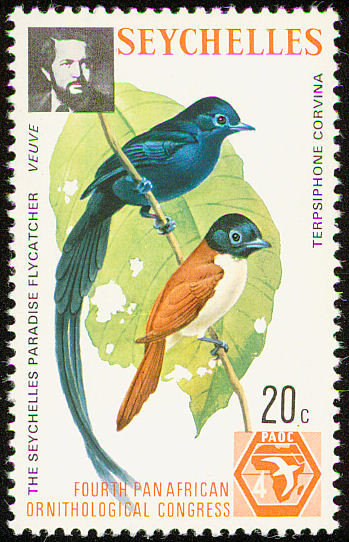
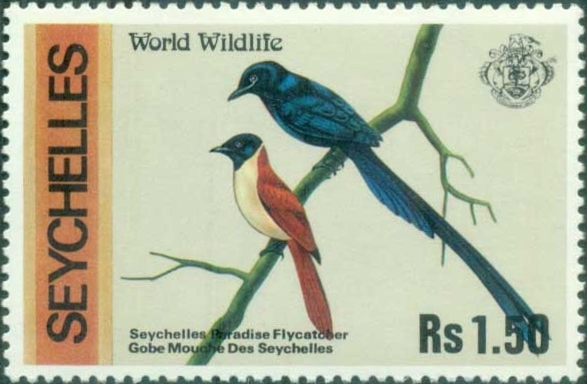
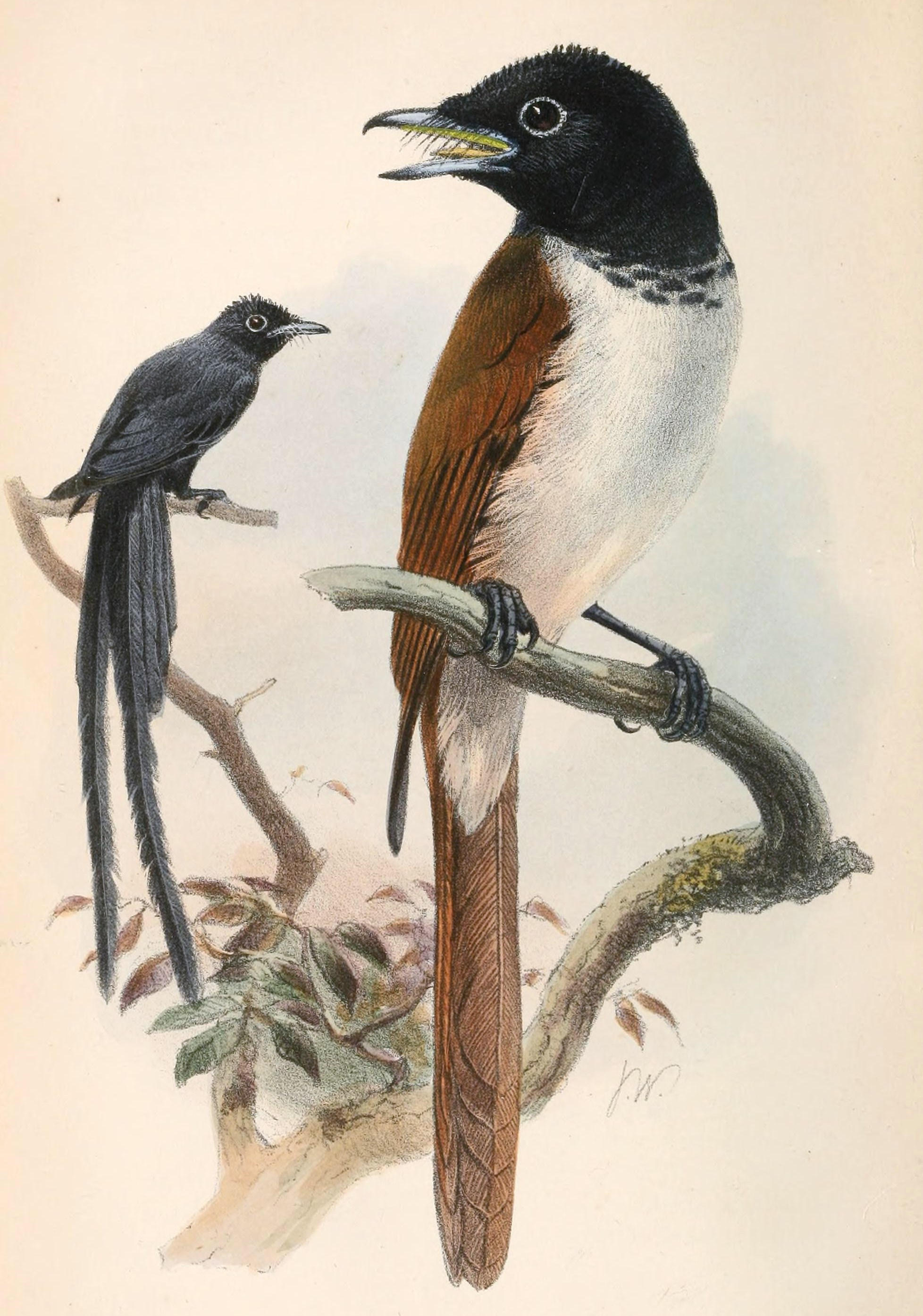
На переднем плане самка